# Камерун
Камерун, или званично Република Камерун (фр. République du Cameroun, енгл. Republic of Cameroon), је држава у централној Африци. Граничи се са Нигеријом, Чадом, Централноафричком републиком, Републиком Конго, Габоном Екваторијалном Гвинејом и Гвинејским заливом. Камерун је био немачка колонија све до Првог светског рата, после кога је подељен између Француске и Британије. Француски Камерун је постао независан 1960. а 1961. се ујединио са Британским делом Камеруна чиме је створена Федерална Република Камерун. Године 1972. преименована је у Уједињена Република Камерун, а 1984. у Република Камерун.
Иако Камерун није земља чланица организације ECOWAS, он је географски и историјски у Западној Африци, при чему јужни Камерун који у данашње време формирају северозападни и југозападни региони има екстензивну западноафричку историју. Земља се понекад идентификује као западноафричка, а у другим околностима као централноафричка због њеног стратешког положаја на размеђу западне и централне Африке. У Камеруну се користи преко 250 домородачких језика којима говори скоро 20 милиона људи. Званични језици земље су енглески и француски.
Ову земљу често називају „Африка у минијатури” због њене геолошке и културне разноликости.
Закључно са 20. јануаром 2016. године је једна од 14 светских држава која не признаје Црну Гору као независну државу. Тих 14 држава чине углавном мале и забачене државе, међутим има и изузетака попут Нигерије, и Танзаније.

## Историја
Први становници Камеруна су били пигмејски народ Бака које су касније заменила Банту племена. Први Европљани на овом подручју су били Португалци који су стигли око 1500. године, али нису основали сталне колоније. Камерун је потпуно колонизиран тек у касним 1870-им, када је ово подручје припало Немачкој. Након Првог светског рата колонију су поделиле Француска и Британија. Француски Камерун је стекао независност 1960, а годину дана касније оба дела су се ујединила. Први председник Камеруна је био Ахмеду Ахиџо који је владао до 1982. Његова владавина се сматра ауторитарном, чак и диктаторском, али је земљи донео стабилност и онемогућио покушаје државног удара. Наследио га је садашњи председник Пол Бија.

### 1800-те
Почетком 19. века Модибо Адама је водио гуланијске војнике у џихад на северу против немуслиманских и делимично муслиманских народа, и основао је Адамавски Емират. Раније насељени народи који су избегли од Фулана проузроковали су велику прерасподелу становништва.
Племе Бамум има систем писања, познат као Бамумско писмо или Шу Мом. Писмо је увео султан Ибрахим Нџоја 1896. године, а у Камеруну се предаје у оквиру пројекта Бамумског писма. Немачка је почела да успоставља корене у Камеруну 1868. године, када је компанија Воерман из Хамбурга изградила складиште. Оно је било изграђено на ушћу реке Воури. Касније је Густав Нахтигал склопио уговор са једним од локалних краљева да анексира регион за немачког цара. Немачка империја је територију преузела као колонију Камерун 1884. године и започела је да постојано напредује у унутрашњост. Немци су наишли на отпор домородаца који нису желели да се Немци успоставе на њиховој земљи. Под утицајем Немачке, комерцијалним компанијама је било дозвољено да регулишу локалне управе. Те су концесије користиле присилни рад Африканаца да би оствариле зараду. Таква радна снага је кориштена на плантажама банана, гуме, палминог уља и какаа. Они су иницирали пројекте за побољшање инфраструктуре колоније, ослањајући се на суров систем принудног рада, који су остале колонијалне силе често критиковале.

## Географија

### Положај
Државе са којима се Камерун граничи су: Централноафричка Република, Чад, Република Конго, Екваторијална Гвинеја, Габон и Нигерија. Површина државе износи 475.442 km².

### Геологија и рељеф
Камерун се дели на четири географске целине: на западу уз нигеријску границу пружа се планина Камерун са истоименим највишим врхом (4.095 m), уједно и највишом планином овог дела Африке; на југу се налази обална низија која према унутрашњости прелази у пошумљену висораван чија висина не прелази 1.000 m; у средишњем делу земље рељеф се поступно уздиже до висоравни Адамаоуа (1.400 m), а на северу, где доминира савана и сува степа, надморска висина поновно пада према језеру Чад.

## Становништво
Етнички и верски Камерун је изразито хетерогена земља. Многобројни народи могу се поделити у пет група чија територијална расподела одговара географској подели: народи западних планина (31%, најзначајнији Бамилеке и Бамун), народи обалних тропских шума (12%, најбројнији Баса и Дуала), народи тропских шума у унутрашњости (18%, најбројнији Бети-Пахуин, народ председника Бија), народи северних сушних подручја (14%, најбројнији Фулани) и Кирди, становници северне пустиње и средишње висоравни.
Хришћанство је присутно на југу и централно делу државе, а ислам на северу. Преко 70% становништва припада хришћанству.
Дуала, на обали Гвинејског залива, је највећи камерунски град и главна лука са више од 2 милиона становника. Главни град Јаунде са око 1,5 мил. је у унутрашњости земље.

## Административна подела
Камерун је подељен на 10 региона (фр. régions). Региони чине територије од 58 департмана (фр. départements). Департмани су подељени на 327 комуна (фр. communes).
| Бр. на мапи | Регион        | Адм. центар | Површина, км² | Становништво, (2007) | Густина, км² |
| ----------- | ------------- | ----------- | ------------- | -------------------- | ------------ |
| 1           | Адамауа       | Нгаундере   | 63.701        | 838.689              | 13,17        |
| 2           | Централни     | Јаунде      | 68.953        | 2.797.212            | 40,57        |
| 3           | Источни       | Бертуа      | 109.002       | 875.949              | 8,04         |
| 4           | Крајњи север  | Маруа       | 34.263        | 3.142.883            | 91,73        |
| 5           | Приморски     | Дуала       | 20.248        | 2.294.540            | 113,32       |
| 6           | Северни       | Гаруа       | 66.090        | 1.409.445            | 21,33        |
| 7           | Северозападни | Баменда     | 17.300        | 2.095.538            | 121,13       |
| 8           | Јужни         | Еболова     | 47.191        | 633.082              | 13,42        |
| 9           | Југозападни   | Буеа        | 25.410        | 1.419.269            | 55,85        |
| 10          | Западни       | Бафусам     | 13.892        | 2.269.136            | 163,34       |
|             | Укупно        |             | 466.050       | 17.775.743           | 38,14        |

## Привреда
Камерун има велика природна богатства. Две трећине извоза чини нафта, а извози се још и какао, кафа и дрво. БДП је у 2004. износио 1.900 долара по глави становника, мерено по паритету куповне моћи. Привреду оптерећују велика и корумпирана бирократија као и споре и недовољне реформе. Кроз Камерун пролази нафтовод којим се извози нафта из суседног Чада.

## Спорт
Традиционални спортови у Камеруну укључују трке кануом и рвање, а стотине тркача учествује у трци наде на 40 km (25 mi) сваке године. Камерун је једна од ретких тропских земаља која се такмичила на Зимским олимпијским играма.
У Камеруну је фудбал један од најпопуларнијих спортова. Има много регистрованих аматерских фудбалских клубова. Репрезентација је једна од најуспешнијих у Африци, имала је добре наступе на Светским првенствима 1982. у Шпанији и 1990. године у Италији. Камерун је освојио пет титула Купа афричких нација и златну медаљу на Олимпијским играма 2000. године.
Камерун је био земља домаћин Купа афричких нација за жене у новембру–децембру 2016, Првенства афричких нација 2020. и Купа Афричких нација 2021. Женска фудбалска репрезентација Камеруна позната је по надимку „Неукротиве лавице”, као и њихове мушке колеге, успешна је и на међународној сцени, иако није освојила ниједан већи трофеј.
Крикет је такође популаран у Камеруну као спорт у настајању, а Камерунска крикетска федерација редовно учествује на разним међународним такмичењима.
Из Камеруна је потекло више кошаркаша који наступају у НБА лиги, најпознатији су Паскал Сијакам, Џоел Ембид, Ди Џеј Строубери, Рубен Боумтје-Боумтје и Кристијан Колоко. Џоел Ембид је проглашен за најкориснијег играча (МВП) НБА лиге регуларног дела сезоне 2022/23.
Бивши УФЦ шампион у тешкој категорији Франсис Нганоу пореклом је из Камеруна.